# Marna (dipartimento)
La Marna (Marne) è un dipartimento francese della regione Grand Est. Confina con i dipartimenti dell'Aisne a nord-ovest, delle Ardenne a nord, della Mosa ad est, dell'Alta Marna a sud-est, dell'Aube a sud e di Senna e Marna a sud-ovest.
Le principali città, oltre al capoluogo Châlons-en-Champagne, sono Épernay, Reims, Sainte-Menehould, Vitry-le-François e Sézanne.